# UCI ProTour 2009
L'edició del 2009 de l'UCI ProTour va ser la cinquena edició d'aquesta competició introduïda per la Unió Ciclista Internacional per substituir l'antiga Copa del Món UCI. Estava formada de catorze curses ciclistes en les quals havien de participar obligatòriament els divuit equips que formaven part del ProTour.
Amb la creació del Calendari mundial UCI, les curses ProTour van quedar simplement com un calendari de les curses associades a l'UCI. La classificació individual, per equips i per països es disputava dins d'aquest Calendari Mundial UCI.

## Equips participants (18)
| - França (4) - Ag2r-La Mondiale - BBox Bouygues Télécom - Cofidis - Française des Jeux | - Espanya (3) - Caisse d'Epargne - Euskaltel-Euskadi - Fuji-Servetto - Itàlia (2) - Lampre-NGC - Liquigas | - Estats Units (2) - Garmin-Slipstream - Team Columbia - Alemanya (1) - Team Milram | - Bèlgica (2) - Quick Step - Silence-Lotto - Dinamarca (1) - Saxo Bank - Països Baixos (1) - Rabobank | - Kazakhstan (1) - Team Astana - Rússia (1) - Katusha |

## Curses ProTour 2009[1]
| Data                 | Cursa                         | Vencedor                                         | Líder Calendari mundial UCI 2009        |
| -------------------- | ----------------------------- | ------------------------------------------------ | --------------------------------------- |
| 20-25 de gener       | Tour Down Under               | Allan Davis · (Quickstep)                        | Allan Davis · (Quickstep)               |
| 5 d'abril            | Tour de Flandes               | Stijn Devolder · (Quickstep)                     | Allan Davis · (Quickstep)               |
| 6-11 d'abril         | Volta a Euskadi               | Edvald Boasson Hagen · (Columbia-High Road)      | Allan Davis · (Quickstep)               |
| 8 d'abril            | Gand-Wevelgem                 | Alberto Contador · (Team Astana)                 | Alberto Contador · (Team Astana)        |
| 19 d'abril           | Amstel Gold Race              | Serguei Ivanov · (Team Katusha)                  | Heinrich Haussler · (Cervélo Test Team) |
| 28 d'abril-3 de maig | Tour de Romandia              | Roman Kreuziger · (Liquigas)                     | Heinrich Haussler · (Cervélo Test Team) |
| 18-24 de maig        | Volta a Catalunya             | Alejandro Valverde · (Caisse d'Epargne)          | Allan Davis · (Quickstep)               |
| 7-14 de juny         | Critèrium del Dauphiné Libéré | Alejandro Valverde · (Caisse d'Epargne)          | Alejandro Valverde · (Caisse d'Epargne) |
| 13-21 de juny        | Volta a Suïssa                | Fabian Cancellara · (Team Saxo Bank)             | Alejandro Valverde · (Caisse d'Epargne) |
| 1 d'agost            | Clàssica de Sant Sebastià     | Carlos Barredo · (Quick Step)                    | Alberto Contador                        |
| 2-8 d'agost          | Volta a Polònia               | Alessandro Ballan · (Lampre-NGC)                 | Alberto Contador                        |
| 16 d'agost           | Vattenfall Cyclassics         | Tyler Farrar · (Garmin-Slipstream)               | Alberto Contador                        |
| 19-26 d'agost        | Tour del Benelux              | Edvald Boasson Hagen · (Team Columbia-High Road) | Alberto Contador                        |
| 23 d'agost           | GP Ouest France-Plouay        | Simon Gerrans · (Cervélo TestTeam)               | Alberto Contador                        |